# Marquisat de Lozoya
Le marquisat de Lozoya est un titre nobiliaire espagnol concédé par Charles II d'Espagne le 2 juin 1686 à Luis de Contreras Girón y Suárez de la Concha, seigneur de Lozoya, de Santa Cruz, de Castillejo et de Torres de Reinoso, régisseur et alférez majeur de Ségovie et chevalier de l'Ordre de Calatrava.
En 1976, le roi Juan Carlos Ier de l'Espagne il lui unit la Grandesse d'Espagne, en en étant le titulaire Juan de Contreras et López d'Ayala (1893-1978), écrivain et historien.

## Liste des marquis de Lozoya
1. Luis de Contreras Girón y Suárez de la Concha.
2. Juan de Contreras Girón y Serrano de Tapia.
3. Luis Domingo de Contreras Girón y Ortega de Lara.
4. Luis Domingo de Contreras Girón y Peralta.
5. Luis Domingo de Contreras Girón y Escobar.
6. Domingo de Contreras y Mencos.
7. Luis de Contreras y Thomé.
8. Luis de Contreras.
9. Juan de Contreras y López de Ayala.
10. Dominica de Contreras y López de Ayala.